# Metachroma presidiense
Metachroma presidiense är en skalbaggsart som beskrevs av Blake 1970. Metachroma presidiense ingår i släktet Metachroma och familjen bladbaggar. Inga underarter finns listade i Catalogue of Life.